# Смута Онін
Смута Онін або Війна Онін (яп. 応仁の乱, おうにんのらん, «смута року Онін»; 1467 — 1477) — збройний конфлікт в Японії періоду Муроматі між східною коаліцією під проводом Хосокави Кацумото з одного боку і західною коаліцією на чолі з Яманою Содзеном довкола визначення спадкоємця сьоґуна, а також голів самурайських можновладних родів Хатакеяма і Сіба. Названий за девізом Імператорського правління «Онін», з якого почався 1467 рік.
Початково смута мала характер регіональної війни за вплив на центральний уряд між Хосокавою і Яманою, а також їхніми ставлениками в столиці Кіото. Проте згодом, завдяки залученню воюючими сторонами регіональних володарів, вона переросла у всеяпонську громадянську війну. В ході тривалих бойових дій столиця Японії була перетворена на пустку.
Хоча смута закінчилася нічиєю і підписанням миру між Хосокавою і Яманою, вона засвідчила безпорадність роду сьоґунів Асікаґа та безсилля їхнього уряду у залагодженні конфлікту. Десятирічна війна сприяла стрімкому розвалу виконавчої вертикалі сьоґунату, вимиранню старої самурайської знаті, занепаду традиційних японських політико-соціальних цінностей, а також розвитку самодостатніх державних утворень у регіонах, віддалених від центру. Завдяки смуті Японії стартувала нова доба — «епоха воюючих провінцій».

## Розклад сил
1467 рік
Східна коалція
- Асікаґа Йосімі — молодший брат 8-го сьоґуна Асікаґи Йосімаси, офіційно проголошений його спадкоємцем.
- Хатакеяма Масанаґа — дійсний канрей
- Хосокава Кацумото — помічник Йосімі, призначений Йосімасою.

Західна коалція
- Асікаґа Йосіхіса — малолітній син 8-го сьоґуна Асікаґи Йосімаси, який народився після призначення офіційного спадкоємця. Права визнання спадкоємцем цього хлопчика добивалася його мати, Хіно но Томіко, дружина сьоґуна.
- Хатакеяма Йосінарі — брат Масанаґи, претендент на посаду канрея.
- Ямана Содзен — помічник Йосіхіси, призначений Хіно но Томіко.